# Post (album)
Post – drugi album studyjny islandzkiej piosenkarki Björk, wydany w 12 czerwca 1995. Płyta została wyprodukowana przez Nellee Hoopera, Tricky'ego, Grahama Masseya (z zespołu 808 State) i Howie B.
Album zawiera 11 utworów reprezentujących mieszankę stylu pop i muzyki elektronicznej. Post i poprzednią płytę Debut artystka określiła jako sumę wszystkich jej fascynacji muzycznych.
W 2003 album został sklasyfikowany na 373. miejscu listy 500 albumów wszech czasów magazynu Rolling Stone. 

## Lista utworów
1. "Army of Me" (Björk/Graham Massey) – 3:54
2. "Hyper-Ballad" (Björk) – 5:21
3. "The Modern Things" (Björk/Graham Massey) – 4:10
4. "It's Oh So Quiet" (Hanslang/Reisfeld) – 3:38
5. "Enjoy" (Björk/Tricky) – 3:56
6. "You've Been Flirting Again" (Björk) – 2:29
7. "Isobel" (Björk/Nellee Hooper/Marius de Vries/Sjón) – 5:47
8. "Possibly Maybe" (Björk/Nellee Hooper/Marius de Vries) – 5:06
9. "I Miss You" (Björk/Howie B) – 4:03
10. "Cover Me" (Björk) – 2:06
11. "Headphones" (Björk/Tricky) – 5:40
12. "I Go Humble" (Björk/Graham Massey) – 4:45 (bonus track na edycji japońskiej)